# José Quintana
José Guillermo Quintana (né le 24 janvier 1989 à Arjona, Colombie) est un lanceur gaucher des Mets de New York de la Ligue majeure de baseball.

## Carrière

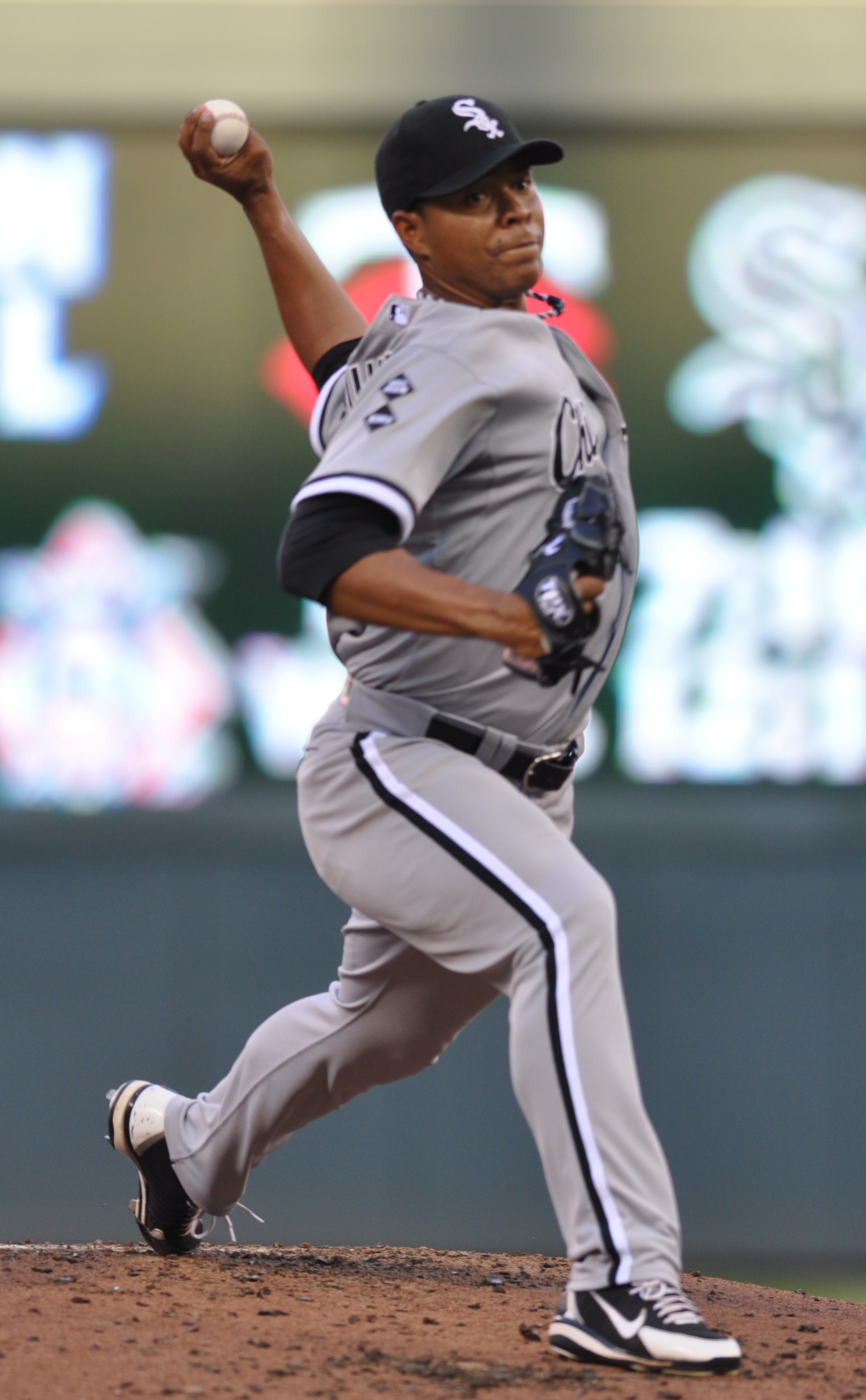
José Quintana lançant en 2012 pour les White Sox de Chicago.

José Quintana signe son premier contrat professionnel en 2006 avec les Mets de New York. Il joue une année en ligue mineure avec un club-école des Mets avant d'être suspendu en 2007 pour 50 parties après avoir contrevenu à la politique de la Ligue majeure de baseball sur les drogues. Il ne joue pas du tout cette saison-là et est libéré de son contrat par les Mets en cours d'année. Mis sous contrat par les Yankees de New York le 10 mars 2008, il joue dans les mineures avec les clubs qui leur sont affiliés de 2008 à 2011.

### White Sox de Chicago
En novembre 2011, il signe un contrat avec les White Sox de Chicago et amorce la saison de baseball 2012 au niveau Double-A des ligues mineures avec les Barons de Birmingham. Quintana est rappelé des mineures par les White Sox pour le programme double du 7 mai contre les Indians de Cleveland et il fait ses débuts dans le baseball majeur le jour même en relève au lanceur Philip Humber. Quintana revient chez les Sox plus tard dans le mois lorsque John Danks se retrouve sur la liste des joueurs blessés. Il remplace celui-ci dans la rotation de lanceurs partants et à son premier départ le 25 mai il remporte sa première victoire dans les majeures, alors que Chicago triomphe de Cleveland. Il est le 11e joueur né en Colombie à jouer en MLB.
À sa saison recrue en 2012, Quintana effectue 22 départs pour le White Sox et vient prêter main-forte en relève à trois reprises. En 136 manches et un tiers lancées, il présente une moyenne de points mérités de 3,76. Il remporte 6 victoires et encaisse le même nombre de défaites. 
Le jeune gaucher devient rapidement une valeur sûre dans la rotation de partants des White Sox malgré les deux difficiles saisons qui suivent pour le club. En 33 départs en 2013, il remporte 9 victoires contre 7 défaites avec une moyenne de points mérités de 3,51 en 200 manches lancées. En 2014, il amorce 32 parties pour Chicago et abaisse sa moyenne à 3,32 en 200 manches et un tiers de travail, remportant à nouveau 9 victoires et élevant son total de retraits sur des prises à un nouveau sommet personnel de 178 durant la saison.
En 2015, sa moyenne se chiffre à 3,36 en 206 manches et un tiers.

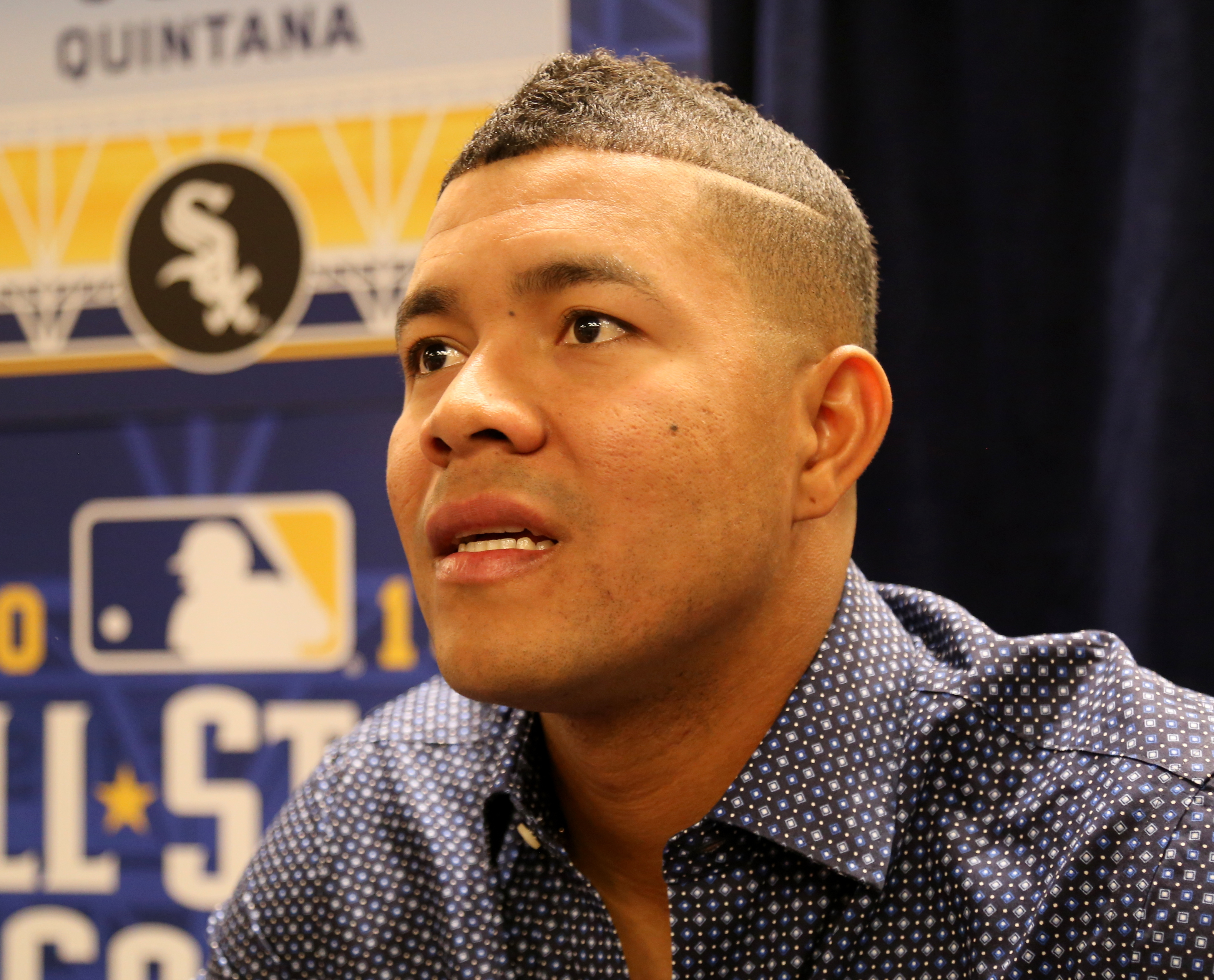
José Quintana à San Diego pour le match des étoiles 2016.

Il représente les White Sox au match des étoiles 2016. Gagnant de 13 matchs contre 12 défaites, il abaisse sa moyenne de points mérités à 3,20 en 208 manches lancées, réussit un nouveau record personnel de 181 retraits sur des prises, et termine 10e au vote désignant le vainqueur du trophée Cy Young du meilleur lanceur de la saison 2016 dans la Ligue américaine.
Quintana lance au moins 200 manches par saison pour les White Sox durant 4 saisons consécutives, de 2013 à 2016.
En 172 matchs lancés, dont 169 départs, pour les White Sox de 2012 à 2017, Quintana affiche une moyenne de points mérités de 3,51 en 1 055 manches et un tiers lancées, avec 50 victoires, 54 défaites et 890 retraits sur des prises.

### Cubs de Chicago
Le 13 juillet 2017, les White Sox échangent José Quintana aux Cubs de Chicago contre quatre joueurs des ligues mineures : le joueur de champ extérieur Eloy Jiménez, le lanceur droitier Dylan Cease et les joueurs de champ intérieur Matt Rose et Byran Flete. Le contrat de Quintana qui est transféré aux Cubs se termine à la fin de la saison 2020.